# Åke Edwardson
Åke Edwardson (født 10. marts 1953) er en svensk journalist og forfatter, der er mest berømt for sine kriminalromaner. Gennem årene har Edwardson modtaget flere priser for sine bøger.

## Liv og karriere
Edwardson, der er vokset op i Sävsjö og Vrigstad, har en baggrund som maskinmester. Han har også arbejdet som pressechef for FN i Mellemøsten og senere som journalist.
Edwardson debuterede som forfatter i 1995. Bogen Dans med en engel blev udgivet i 1997, hvor karakteren Erik Winter blev introduceret som hovedperson. Der er sidenhen blevet udgivet 13 bøger i serien.
Edwardsons bøger foregår primært i Göteborg, mens andre foregår i områderne omkring Sävsjö og Vrigstad. Bøgerne om Erik Winter er også blevet filmatiseret med Johan Gry i hovedrollen.

## Privatliv
Åke Edwardson blev i 1977 gift med Rita Lejtzén Edwardson. Parret har to døtre, født i henholdsvis 1978 og 1982.